# Гоенгорн
Гоенгорн (нім. Hohenhorn) — громада в Німеччині, розташована в землі Шлезвіг-Гольштейн. Входить до складу району Герцогство Лауенбург. Складова частина об'єднання громад Гое-Ельбгест.
Площа — 6,93 км2. Населення становить 543 ос. (станом на 31 грудня 2020).

## Галерея

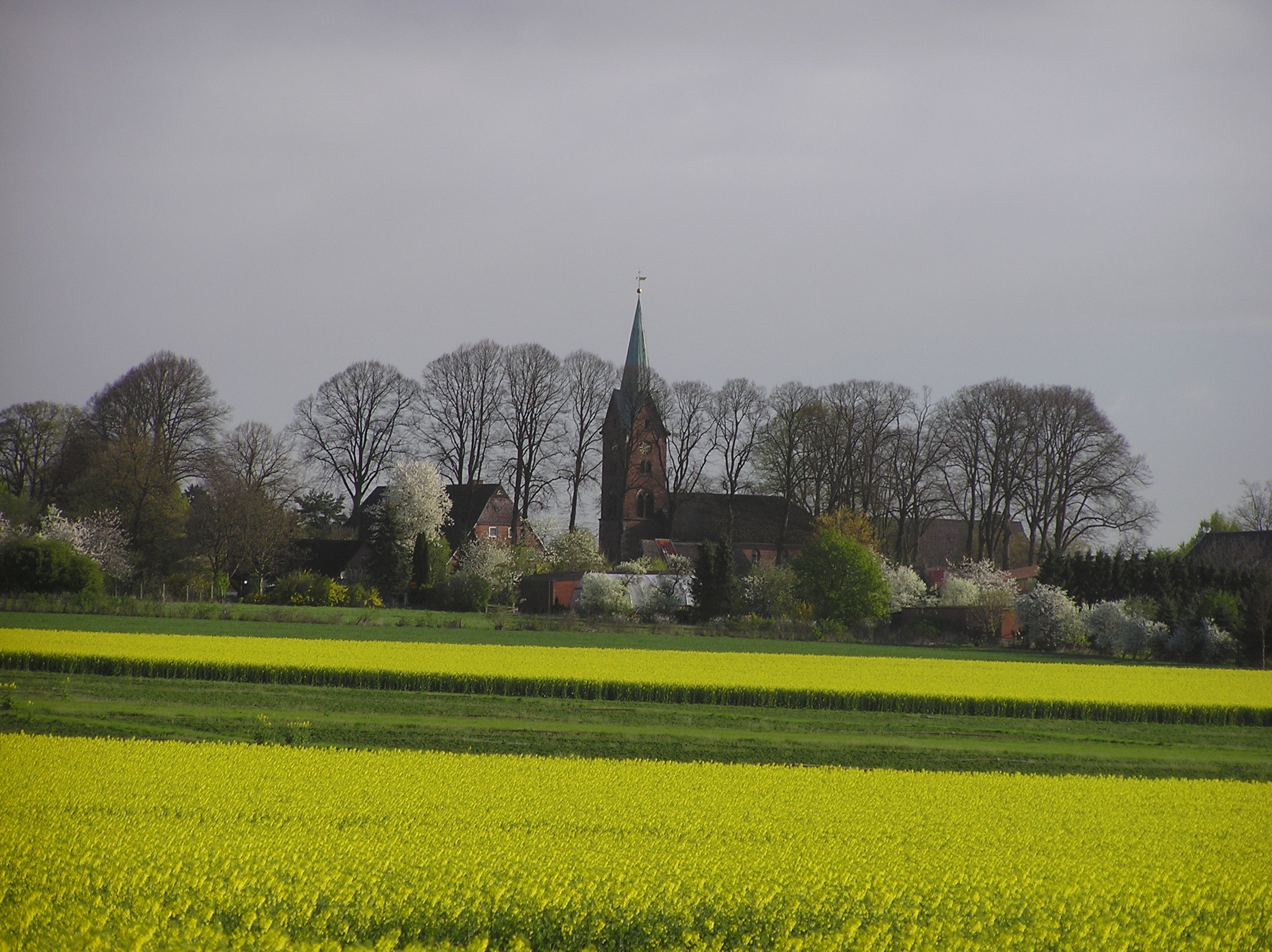